# Hanstholm Reservatet
Hanstholm Reservatet este o arie protejată (arie de protecție specială avifaunistică — SPA) din Danemarca întinsă pe o suprafață de 5.115 ha, integral pe uscat.

## Localizare
Centrul sitului Hanstholm Reservatet este situat la coordonatele 57°03′54″N 8°35′15″E / 57.065°N 8.5875°E.

## Înființare
Situl Hanstholm Reservatet a fost declarat arie de protecție specială avifaunistică în mai 1983 pentru a proteja 11 specii de animale.

## Biodiversitate
Situată în ecoregiunea atlantică, aria protejată nu include niciun habitat protejat.
La baza desemnării sitului se află mai multe specii protejate de  păsări (11): gâscă cenușie (Anser anser), gâscă cu cioc scurt (Anser brachyrhynchus), gâscă de semănătură (Anser fabalis), ciuf de câmp (Asio flammeus), buhai de baltă (Botaurus stellaris), erete de stuf (Circus aeruginosus), lebădă de iarnă (Cygnus cygnus), cocor (Grus grus), ploier auriu (Pluvialis apricaria), corcodel-urechiat (Podiceps auritus), fluierar de mlaștină (Tringa glareola).